# カワアナゴ
カワアナゴ（川穴子、学名：Eleotris oxycephala）は、ハゼ亜目カワアナゴ科の淡水魚。

## 分布
茨城県と福井県を結ぶ線以南の本州、四国、九州、屋久島、種子島、済州島、台湾、中国浙江省銭塘江以南の沿岸部からベトナム北部にかけて分布する。大隅諸島より南では見られない。

## 形態
全長は15-30cmで、体形は比較的細長い。頭部は縦扁し平らになる。胴部は円筒形で、尾部は側扁している。腹鰭は左右に分かれており、吸盤にならない。胸鰭基底に2つ暗色斑とも黒色斑ともとれる円斑がある。
基本的には黒褐色の体色を示すが、背面だけ明るい褐色であることも多い。頭部の腹面に白点が散在する。また、黄褐色の横帯が現れることも多い。

## 生態
河川の汽水域から下流域に生息するが成魚は主に淡水域し、砂礫底に多く、昼間は石や流木、テトラポット、岩、倒木の陰、竹筒の中、コンクリートブロック、木の陰などの隠れ場が多い場所に単独で潜み、夜にエサを求めて活動する。主にエビなどの甲殻類、小魚などを捕食する。両側回遊性で、河川で産卵し、ふ化仔魚は海に下る。寿命は4.5年くらいだが、飼育下では10年程生きることもある。

## 別名・地方名
イシモチ（高知）、ドンコ（愛媛）、その他・アブラドンコ、カワグエ、タガネ、アナゴ、ドウマンなど

## 近似種
日本に生息する代表的な種をここに記す。どの種類か不明の場合は、「カワアナゴ類」として整理することも可能である。
- テンジクカワアナゴ 学名:Eleotris fusca (Forster, 1801)　静岡県、千葉県〜沖縄県西表島、東京都小笠原諸島の他、インドー太平洋まで広く分布する。カワアナゴやチチブモドキ、オカメハゼととてもよく似ており、区別は難しい。
- チチブモドキ 学名:Eleotris acanthopomus Bleeker, 1853　千葉県〜沖縄県西表島、東京都小笠原諸島、インドー太平洋に広く分布する。こちらもカワアナゴやテンジクカワアナゴ、オカメハゼにとても良く似ており区別は難しい。
- オカメハゼ 学名:Eleotris melanosoma Bleeker, 1853　群馬県、神奈川県から沖縄県西表島、東京都小笠原諸島、インドー太平洋に広く分布する。こちらもカワアナゴやテンジクカワアナゴ、チチブモドキによく似ており、区別は難しい。

## 飼育
丈夫で飼育は簡単だが、混泳は他魚に噛み付くことが多いため難しい。また基本的に生き餌しか食べず、特にエビ類を好む。大きくなると25 cm程になる。

## 食材
唐揚げや天ぷら、煮つけにして食べられる。